# Eucereon mitigata
Eucereon mitigata är en fjärilsart som beskrevs av Walker 1857. Eucereon mitigata ingår i släktet Eucereon och familjen björnspinnare. Inga underarter finns listade i Catalogue of Life.